# 배트맨 비욘드
《배트맨 비욘드》(영어: Batman Beyond)는 DC 코믹스의 만화이자 슈퍼히어로 배트맨을 원작으로 한 미국의 텔레비전 애니메이션이다. 1999년부터 2001년에 걸쳐 방송되었으며, 많은 나라에서 《배트맨 오브 더 퓨처》(Batman of the Future)라는 이름으로 방영되었다.
애니메이션 《배트맨》을 이어 제작된 시리즈이다. 전작의 40년 후의 미래 세계를 배경으로 하고 있다.